# Lukácsy Sándor (irodalomtörténész)
Lukácsy Sándor (Csorna, 1923. április 10. – Budapest, 2001. november 4.) irodalomtörténész, író, az irodalomtudományok kandidátusa (1968).

## Életpályája
Katolikus szellemiségű soproni családból származott, anyai ágon baranyai sváb felmenőkkel. Szülei: Lukácsy Kálmán és Welzenbach Rozália. A soproni bencés gimnnáziumban érettségizett 1941-ben, majd a Budapesti Egyetemen folytatta tanulmányait, ahol 1945-ben magyar–francia szakos oklevelet szerzett. Eötvös-kollégista volt. 1944-ben csatlakozott a Táncsics-zászlóalj ellenállási csoportjához, majd 1945-ben a kommunista párthoz. Ugyanebben az évben többedmagával megalapította a Valóság c. folyóiratot, melynek 1947–49 között felelős szerkesztője volt. 1946–47-ben a Szikra Könyvkiadó lektora. 1948-ban a könyvek cenzúrázására létrehozott Országos Könyvhivatal irodalmi osztályának vezetőjeként több könyv megjelenését is betiltotta, majd 1949–51 között a Népművelési Minisztériumban volt magas rangú kultúrfunkcionárius. 1951-ben kegyvesztetté vált, ekkortól 1956-ig szabadúszó író. ’56-ban az Életképek című – meg nem jelent – folyóirat szerkesztője. Ebben az évben nyilvánosan revideálta korábbi, erősen balos nézeteit, átállt a forradalom oldalára és részt is vett benne. Ezért aztán 1960-ig nem publikálhatott, sokáig sehol nem taníthatott, még az Országos Széchényi Könyvtárból is ki volt tiltva. Az ELTE-re vendégelőadóként sem tehette be a lábát, ám Keserű Bálint, a JATE tanszékvezető párttitkára elintézte, hogy a Szegedi Egyetemen előadásokat tarthasson; ezek a szabad szellemű, élvezetes előadásai máig emlékezetesek egykori hallgatóinak körében. Lukácsy hivatalos munkahelye 1962–88 között az MTA Irodalomtudományi Intézete volt, ahol eleinte csak meghúzta magát, majd tudományos munkatárs, később pedig osztályvezető lett. Innen ment nyugdíjba 1989-ben.
Lukácsy elsősorban Petőfi-kutatóként vált ismertté, de érdeklődési területe felölelte a 18–19. század fordulójának és a reformkornak a teljes irodalmát, ezenkívül behatóan foglalkozott a régi magyar egyházi irodalommal, a francia forradalommal, valamint a Marx előtti szocialista eszmékkel. Számos antológiát szerkesztett. Filmkritikákat is írt. Gyakran szerepelt a rádió irodalmi műsoraiban (legemlékezetesebb a Társalgó volt), a 90-es években pedig állandó vendégként vett részt a televízió Lyukasóra című irodalmi műsorában, amelyek jóvoltából a nagyközönség is megismerhette magával ragadó intellektusát, hatalmas műveltségét és sziporkázó humorát.
Lukácsy Sándor élete végén hosszú, súlyos betegséggel küzdött. Haláláig dolgozott, Petőfi eszmerokonai című könyvének tördelt íveit betegágyán még láthatta. 2001. november 4-én hunyt el Budapesten. Temetésére november 11-én a Nógrád megyei Kutasón került sor, ahol utolsó éveit töltötte. Búcsúztatása a kies fekvésű cserháti kisközség domboldali temetőjében, meghitt, zenés szertartás keretében zajlott a család, a barátok és tisztelők részvételével.

## Családja
Második felesége Lányi Kamilla közgazdász (1929–2006) volt, akivel 1953-ban házasodtak össze. Három gyermekük született: Éva (1949), András (1952) és Gábor (1954). Első házasságából született fia László (1947). 1949 és 1953 között, amikor Lányi Moszkvában tanult, egyedül nevelte gyermekeit; András egy időre gyermekotthonba került.

## Művei
- Hét évszázad magyar versei (társszerk., 1951, 1954)
- Kossuth (szöveggyűjtemény, 1952)
- Haladó kritikánk Bessenyeitől Adyig (1952)
- Kortársak nagy írókról I–II. (1954–56)
- Vörösmarty Mihály (szöveggyűjtemény, 1955)
- Szamártestamentum. Középkori francia mesék és bohózatok (szerk., 1962, 1983)
- Petőfi és kora (1970)
- L’Inréconciliable. Petőfi, poète et révolutionnaire (1973)
- Per Sándor Petőfi (Giorgio Lutival) (1973)
- A Hymnus költője (1974)
- Ragyognak tettei... Tanulmányok Vörösmarty Mihályról (1975)
- Föltámadott a tenger... (szöveggyűjtemény, 1976)
- Magyar Robinson és egyéb irodalmi ritkaságok (szemelvények, 1987)
- Nemzeti olvasókönyv (szöveggyűjtemény, 1988)
- Ez volt március 15-e (szöveggyűjtemény, 1989)
- Híres szerelmesek (bibliográfia, 1994)
- Isten gyertyácskái. Tanulmányok a régi magyar egyházi irodalomról (1994)
- A hazudni büszke író. Tanulmányok a francia forradalomtól Madáchig terjedő időről (1995)
- Magyarok úti kalandjai (1995)
- Egy hazánk van. Tanulmányok a reformkorról (1996)
- Jókai Mór: A jövő század regénye 1–3. Utószó, sajtó alá rend. Lukácsy S.; Unikornis, Bp., 1997
- A végtelen jövő. Irodalmi tanulmányok. Balassi, Bp., 1998
- Magyar ünnepek. Összeáll. Lukácsy S.; Jelenkor, Pécs, 1999–2000
- Petőfi eszmerokonai. Argumentum, Bp., 2001 (Irodalomtörténeti füzetek)
- Oh szép Jézus. Jelenkor, Pécs, 2002 (Sion-hegyi könyvtár)
- Zengedező sípszó. Száz szemelvény a régi magyar egyházi irodalomból. Összeáll. Lukácsy S.; Jelenkor, Pécs, 2002 (Sion-hegyi könyvtár)
- Mi tilt jobbakká válnotok? Vörösmarty és kora. Összeáll. Lukácsy S.; Balassi, Bp., 2003
- Nemzeti olvasókönyv. Magyar klasszikusok gondolatai az anyanyelvről és a hazáról. Összeáll. Lukácsy S.; Athenaeum, Bp., 2008 (felújított kiadás)
- Mi tilt jobbakká válnotok? Vörösmarty és kora. Összeáll. Lukácsy S.; Balassi, Bp., 2003

## Díjai, kitüntetései
- József Attila-díj (1993)
- Pro Urbe Budapest (1996)
- Toldy Ferenc-díj (1997)
- A Magyar Köztársasági Érdemrend tisztikeresztje (1998)